# Labbé Rock
Der Labbé Rock (in Chile Islote Labbé) ist ein Klippenfelsen in der Gruppe der Duroch-Inseln vor der Küste der Trinity-Halbinsel an der Spitze der Antarktischen Halbinsel. Er ragt 1,1 km nordwestlich von Largo Island aus dem Meer auf.
Teilnehmer der Ersten Chilenischen Antarktisexpedition (1946–1947) benannten ihn nach Custodio Labbé Lippi († 1998), Navigationsoffizier des Transportschiffs Angamos bei dieser Forschungsreise. Das Advisory Committee on Antarctic Names übertrug diese Benennung 1964 in angepasster Form ins Englische.